# Daradax nebulosus
Daradax nebulosus är en insektsart som beskrevs av Haupt 1926. Daradax nebulosus ingår i släktet Daradax och familjen Tropiduchidae. Inga underarter finns listade i Catalogue of Life.